# Jill Pole
Jill Pole est un protagoniste du Monde de Narnia.
Elle apparaît dans les deux derniers tomes de la série de livres, Le fauteuil d'argent et La dernière bataille, aux côtés de son camarade de classe, Eustache Scrubb. 

## Le fauteuil d'argent
C'est dans cet ouvrage que l'on découvre Jill. Les premiers mots nous présentent une fillette pleurant amèrement derrière le gymnase de l'internat, ayant été persécutée par des gens plus âgés. Eustache arrive alors, tente de la consoler, puis lui parle du monde magique de Narnia. Tous deux sont bientôt propulsés dans cet autre univers, appelés par le Lion Aslan. Celui-ci leur confie une mission : délivrer le prince héritier du royaume, enlevé des années plus tôt par une terrible sorcière. Nos deux héros, accompagnés du touille-marais Pudlegum, partent donc à l'aventure dans les froides terres du Nord. Pendant sa quête, Jill fait preuve de hardiesse et de sensibilité, mais aussi d'inconscience et de paresse. Elle a toutefois bon cœur !

## La dernière bataille
Dans le dernier tome de la série, Eustache et Jill sont appelés à l'aide par le dernier roi de Narnia, Tirian. Ils participent alors à la dernière bataille et assistent à la destruction du Royaume, puis à l'avènement d'un nouveau monde de Narnia. Dans cet épisode, on découvre l'audace, l'habileté et la tendresse de Jill. 